# Claude François Bidal d'Asfeld
Pour les autres membres de la famille, voir famille Bidal d'Asfeld.
Claude François Bidal, 1er marquis d'Asfeld, né le 2 juillet 1665 à Paris et mort le 7 mars 1743 à Paris, est un militaire et gentilhomme français des XVIIe et XVIIIe siècles. Il sert sous le règne de Louis XIV, pendant la Régence et sous Louis XV et termine sa carrière militaire avec la dignité de maréchal de France (1734), commandeur de l'ordre de Saint-Louis et chevalier de la Toison d'or. Spécialiste de la guerre de siège, dans l'attaque et la défense des places, il est l'émule et le successeur de Vauban.

## Biographie

### Origines et famille
Il est fils de Pierre Bidal (1612-16 juillet 1682), marchand de drap et de soie à Paris, bourgeois de Paris, banquier de la reine de Suède, résident de France pour Louis XIV à Hambourg, seigneur de Wildenburg (Willembruck/Wildenbruch en Poméranie suédoise) et Harsefeld (Brême-et-Verden suédois), et de Catherine Bastonneau (1620-21 janvier 1690) avec laquelle il eut six enfants :

- Alexis Bidal d'Asfeld (1654-1689), entre dans l'armée et combat pendant la guerre de Hollande et la guerre de la Ligue d'Augsbourg au cours de laquelle il trouve la mort.
- André Bidal d'Asfeld (1655-1673)
- Étienne Bidal d'Asfeld (?-1722) abbé de l'Escaladieu
- Benoit Bidal d'Asfeld (1658-1715)
- Jacques-Vincent Bidal d'Asfeld (1664-1745), dit l'« abbé des Tuiles » est un théologien janséniste.
- Claude François Bidal d'Asfeld (1665-1743), maréchal de France

### Baptême du feu: guerre des Réunions
D’abord connu sous le nom de « chevalier d'Asfeld », Claude François Bidal servit dès 1683 au bombardement de Luxembourg comme lieutenant au régiment de dragons du baron d'Asfeld, son frère. Il obtint au siège de Luxembourg (1684) une compagnie dans le même régiment ; la ville de Luxembourg se rendit finalement le 4 juin. Il servit en 1689 à l'armée du maréchal d'Humières, et combattit à Walcourt le 27 août. Il se porta dans Bonn où il repoussa les ennemis à l'attaque du chemin couvert, les chassa d'une demi-lune où ils s'étaient logés. Tandis que son frère aîné était nommé à sa demande au régiment royal dragons, Claude François d'Asfeld fut promu mestre de camp du régiment d’Asfeld.

### Guerre de la Ligue d'Augsbourg
Il servit ensuite sous les ordres du marquis de Boufflers à la prise de Cochem (1690), au siège de Mons (1691) (qui se rendit le 9 avril), et au bombardement de Liège (4 juin 1691). Versé en 1692 dans l'armée du maréchal de Luxembourg, il servit au siège de Namur (1692), qui capitula le 5 juin, et au combat de Steinkerque, le 3 août. Commandant la gauche de l'armée française au combat d’Orteville le 8 septembre, il renversa la droite des Allemands, et captura leur général. Il servit, en 1692, au siège de Huy, dont la ville capitula le 20 juillet : le château ne se rendit que le 23. À la bataille de Neerwinden, le 29 juillet, il marcha à la tête des dragons, attaqua trois fois le retranchement des ennemis près du village, les força à la dernière attaque, et eut l'épaule cassée. Il concourut au siège de Charleroi. Promu brigadier, il servit à l'armée de Flandre, et suivit le maréchal de Luxembourg dans la pénible marche de Vinalmont au pont d’Espierre, le 22 août. Employé sous le maréchal de Villeroy, il investit Namur en 1695 avec un corps de dragons et parvint à la défendre en contenant l’ennemi pendant trois heures entières devant le chemin couvert de la ville. La place de Namur s'étant rendue au prince d'Orange le 4 août, le chevalier d'Asfeld soutint encore trois assauts dans le château et chassa les assiégeants d’un bastion où ils avaient pénétré, avant de se rendre le 2 septembre. Il fut maintenu toute l'année 1696 à l'armée de Flandre, où les Français se tenaient sur la défensive ; puis commanda, pendant l'hiver, dans le Luxembourg avant d'être versé en 1697 dans l'armée du Rhin commandée par le maréchal de Choiseul, lequel se borna à tenir les territoires jusqu'à la paix de Ryswick.

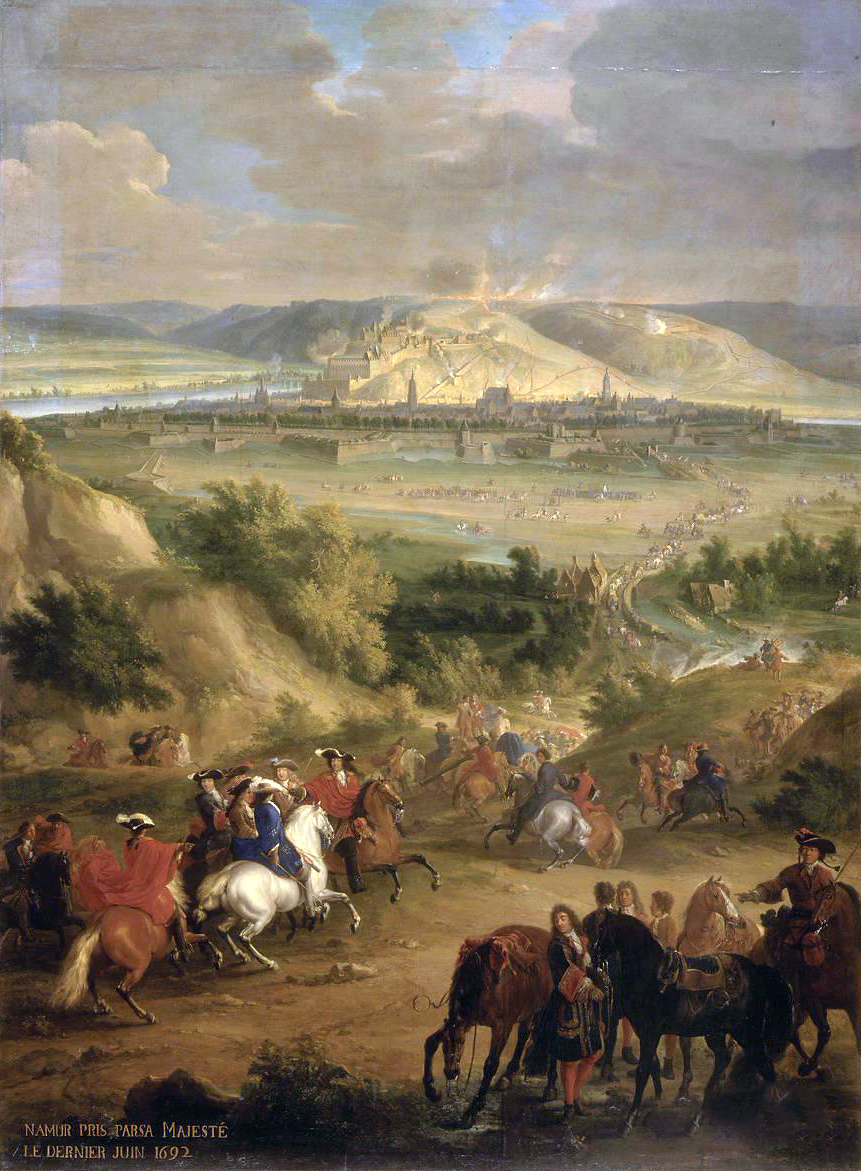
Plan du siège de Namur (juin 1692) par Jean-Baptiste Martin (1659-1735).

### Guerre de Succession d'Espagne

#### Première campagne des Pays-Bas
Son régiment ayant été réformé (23 décembre 1698), le chevalier d'Asfeld le rétablit le 5 février 1701 : il servit à l'armée de Flandre, sous le maréchal de Boufflers, et ménagea l'entrée des troupes françaises dans la citadelle de Liège. Sous le commandement du duc de Bourgogne et du maréchal de Boufflers, il combattit les Hollandais sous les murs de Nimègue le 11 juin, et à Eckeren le 30 juin. Il se trouva au siège et à la prise de Trarbach, le 6 novembre, et fut promu maréchal de camp. En 1703, sous les ordres du duc de Bourgogne et du maréchal de Tallart, il prit part au siège de Brisach, qui fut prise le 6 septembre. Il combattit à Spire, où le prince de Hesse-Cassel fut battu le 14 novembre. L'activité avec laquelle le chevalier d'Asfeld rallia la cavalerie détermina la victoire en faveur de l'armée française. Il eut part à la prise de Landau, qui capitula le 15.

#### Défense de l'Espagne
Étant passé en Espagne au mois de décembre suivant, il y servit, en 1704, au siège de Salvaterra, qui se rendit à discrétion le 8 mai ; à celui de Ségura, dont il s’empara le même jour ; à la prise d’Idanha-a-Nova, emportée l’épée à la main le 13 mai ; à celle de Monsanto, dont le château se rendit le 17 mai. Puis Castel-Branco, Portalégre et Castel-de-Vide tombèrent entre le 18 et le 25 mai. Le chevalier d’Asfeld marcha ensuite aux sièges de Montalva et de Marvan, qui se soumirent. Promu lieutenant-général des armées du roi, et versé en 1705 à l'armée du maréchal de Tessé, il commanda l'arrière-garde de l’armée des troupes franco-espagnoles, au passage de la rivière d’Évora ; il appuya le secours de Badajoz, dont le Marquis des Minas fut contraint de lever le siège le 16 octobre. Commandant, en 1706, un corps de 5 000 hommes, il reçut à Balbastro les députés de 300 villes, bourgs et villages, qui, par sa médiation, se soumirent à Philippe V. Détaché avec un corps de troupes pour contenir le royaume d'Aragon prêt à se révolter, il passa la Cinca le 15 février 1706 et envoya ensuite 300 chevaux pour occuper Saint-Estevan, dont la prise devait lui faciliter le siège de Moncon.
Il suivit le roi d'Espagne au siège de Barcelone. Le 22 avril, les assiégés firent une sortie générale ; et, après un combat qui dura plus de trois heures, les assiégeants se maintinrent sans perdre de terrain. La cavalerie de la place étant aussi sortie, le chevalier d'Asfeld, à la tête des piquets, la chargea et la repoussa avec perte de 15 cavaliers qui furent tués ou pris. Le roi d’Espagne ayant levé le siège le 12 mai, envoya le chevalier d'Asfeld à Bayonne pour y préparer le passage des troupes qui retournaient en Espagne. D’Asfeld y contracta un emprunt personnel de 50 000 écus pour la relève des troupes et la formation d’un équipage d’artillerie. Vers la fin d’octobre, il investit Carthagène qui capitula le 18 novembre.

#### Conquête du royaume de Valence

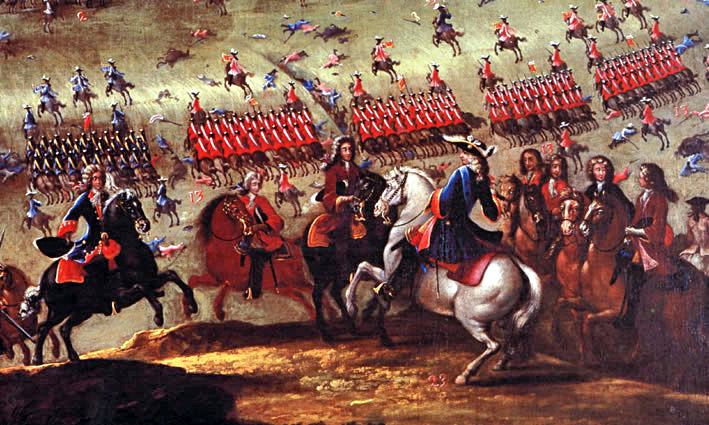
La bataille d'Almansa, qui vit la victoire des troupes philippistes sur celles de l’archiduc Charles, marque le déchaînement d'une véritable guerre de conquête : avec la destruction de Xàtiva, la couronne d'Espagne annexe les royaumes d'Aragon et de Valence, la Catalogne parvenant seule à se défendre.

Affecté à l'armée de relève sous le commandement du maréchal de Berwick en 1707, il se trouva à la bataille d'Almansa. Les ennemis firent d'abord plier la première ligne de l’aile droite de l'armée française, mais le chevalier d'Asfeld, à la tête de la seconde ligne, battit les assaillants et chargea ensuite l’aile droite ennemie, la mit en fuite et poursuivit les fuyards. Le lendemain de la bataille, il fit prisonniers plusieurs généraux et 13 bataillons ennemis, dont 5 anglais, 5 hollandais et 3 portugais. L'armée des deux couronnes de France et d’Espagne ayant été partagée alors en deux corps, le chevalier d'Asfeld, à la tête d'un de ces corps, entra dans le royaume de Valence, et attaqua, au commencement de mai, la place de Xativa. Il emporta la place en quelques jours, n'hésitant pas à détruire deux monastères retranchés. La garnison, composée d'Anglais et de Hollandais, secondée par les habitants, ayant défendu le terrain de rue en rue, le chevalier d'Asfeld fit passer au fil de l'épée tout ce qui se trouva pris les armes à la main. Les troupes réglées se jetèrent dans le château ; et, comme les Franco-Espagnols ne pouvaient les y forcer qu'en s'exposant à perdre beaucoup de monde, le chevalier d'Asfeld prit le parti de faire bloquer ce château par quatre bataillons, et de remobiliser le reste de ses troupes pour d'autres expéditions.
Il s'empara de la ville de Chert, à l'entrée des montagnes de la Morella. Chargé par le maréchal de Berwick du blocus de Tortosa, il investit la place le 12 juin 1708 et en obtint la capitulation le 7 juillet. Il fit réparer la brèche pratiquée dans les fortifications, avant d'être rappelé dans le royaume de Valence, pour achever de soumettre entièrement le pays. Il marcha à Dénia, ouvrit la tranchée le 7 novembre, battit en brèche les murailles le 9, monta à l'assaut le 12, à la tête des grenadiers. Il emporta la ville, mais fut légèrement blessé à la cuisse, et ne put empêcher qu'un millier d'ennemis se barricadent dans le château, un des plus forts du royaume de Valence. Maître de la ville, le chevalier d'Asfeld s'empara du monastère de Saint-François, poste que les alliés avaient fortifié, et par lequel le château pouvait recevoir des secours venant de la mer. Quatre bâtiments, chargés de troupes et de munitions, parurent en effet sur la côte pour secourir les assiégés ; mais la prise du monastère interdit tout débarquement. Le chevalier d'Asfeld fit bombarder le château, et contraignit le gouverneur à se rendre le 17 novembre 1708. On trouva dans cette place des vivres pour plus de six mois, 50 pièces de canon, plusieurs mortiers et 100 « milliers » de poudre. Il forma ensuite le siège d’Alicante le 30 novembre ; emporta un des faubourgs le 1er décembre ; s'empara de deux autres faubourgs, le lendemain et força un retranchement, quoiqu'il n'y eût point de brèche. La ville capitula le 3 décembre 1708. La saison étant trop avancée pour entreprendre le siège du château, il le bloqua jusqu'au 6 avril 1709, époque à laquelle, sur le refus du gouverneur de se rendre, le chevalier d'Asfeld ordonna qu'on mît le feu à une mine chargée de 1 200 quintaux de poudre, et qui, par son explosion, tua 150 Anglais, ruina les maisons du château, un bastion, une partie de la seconde enceinte de la place et la grande citerne. On se préparait à l'assaut après avoir bombardé la citadelle jusqu'au 15 avril pour rendre la brèche plus praticable, lorsque douze vaisseaux anglais s'approchèrent à portée de canon ; ils jetèrent l'ancre et canonnèrent les troupes françaises pendant six heures. Le chevalier d'Asfeld répondit par son artillerie, et empêcha les Anglais de débarquer. Le général anglais, désespérant alors de secourir Alicante, capitula le 18 avril 1709. Cette dernière conquête ayant achevé de soumettre le royaume de Valence, le chevalier d'Asfeld en fut nommé gouverneur.
Le roi d'Espagne lui permit d'ajouter à l'écu de ses armes celles du royaume de Valence, avec pour devise :
Bellicæ virtutis in Hyspania premium.

#### Le front oriental
Il servit en 1710 à l'armée du Dauphiné commandée par le maréchal de Berwick, qui s'y tint sur la défensive ; commanda ensuite au comté de Nice sous le comte de Grignan et en obtint le commandement en Provence, en 1712. Il marcha, sous le maréchal de Berwick, au secours de Gironne, dont les ennemis levèrent le siège le 7 janvier 1713. Il servit, la même année, à l'armée du Rhin, sous le maréchal de Villars, à la conquête de Spire, de Worms, de Kaiserslautern, ainsi qu’au siège de Landau, investi le 22 juin et pris le 20 août 1713. Il se distingua à la défaite du général Vaubonne, dont les retranchements furent forcés le 20 septembre 1713. Il servit ensuite au siège de Fribourg, abandonné par la garnison, le 1er novembre, et à celui du fort et des châteaux, qui capitulèrent le 16. Il commanda dans Fribourg, après la prise de cette place.

#### Retour en Espagne
Employé au siège de Barcelone (1714) sous le maréchal de Berwick, il y monta la tranchée et concourut à la prise de cette place, emportée d'assaut le 11 septembre, après 11 mois de blocus et 61 jours de tranchée ouverte. La cour de Madrid n'ayant pu se concilier les Majorquains, résolut en 1715 de les soumettre par la force et chargea le chevalier d'Asfeld de cette expédition. Il mit à la voile : parti de Barcelone le 11 juin, il arriva le 14 en vue de l'île Majorque ; il débarqua le 15 sans aucun obstacle à Cala-Longa, s'avança sur Alcúdia le 18, et somma cette place de se rendre. Le gouverneur ayant refusé de déférer à cette sommation, fut contraint par les habitants de le faire. Le 20, plusieurs autres villes et châteaux se soumirent à leur tour. Le chevalier d'Asfeld marcha ensuite sur Palma de Majorque, capitale de l’île : la garnison fit, le 29, une sortie qui fut vivement repoussée, et Palma capitula le 2 juillet. L'île d'Ibiza fut comprise dans la capitulation. On trouva dans Palma 200 pièces de canon, toutes sortes de vivres et de munitions.

### La Régence
Le chevalier d'Asfeld s'étant rembarqué, ramena les troupes françaises à Barcelone. Le roi d'Espagne le créa chevalier de la Toison d'or le 21 août 1715, et marquis héréditaire d'Asfeld. 
Pendant la polysynodie, le Régent le nomma au Conseil de la guerre et au Conseil de marine et en fit son directeur général des fortifications. Il conserva ce dernier poste, longtemps après la chute de la polysynodie et la suppression du Conseil de la guerre, jusqu'à sa mort en 1743. À la tête des fortifications, il entreprit de faire des ingénieurs du roi un véritable corps.
Il fut employé en 1719, sous le maréchal de Berwick, au siège de Saint-Sébastien (Espagne), qui battit la chamade  le 1er août, et à celui du château, qui capitula le 17 août 1719. Il servit ensuite à la prise des forts et du château d'Urgell, et au siège de Roses, que les pluies obligèrent d'abandonner.
Il obtint le gouvernement du château Trompette (1720), fut nommé commandant en chef dans la province de Guyenne, et mis sous les ordres du maréchal de Berwick (1721).

### La guerre de Succession de Pologne
Commandant en chef par intérim de l’armée d'Italie (1733), il se trouva au siège de Gerra-d'Adda,, où il ouvrit la tranchée dans la nuit du 17 au 18 novembre, et qui capitula le 28 novembre 1733. Puis Pizzighettone se rendit le 29 novembre, et le château de Milan fut pris le 29 décembre 1733. Il prit part à la conquête de Trezzo, de Lecco, de Fuente, de Saravalle, de Novare, d'Arrona, qui furent emportés dans les premiers jours de janvier 1734 ; Tortone offrit sa reddition le 4 février 1734.
Étant passé de l'armée d'Italie à l'armée du Rhin, sous le maréchal de Berwick, il passa le Rhin à l'île de Nekerau, près de Mannheim, avec 34 bataillons et 40 escadrons, obligea les ennemis à se diviser, et favorisa, par ce moyen, l'attaque des retranchements d’Ettlingen, qui furent emportés le 4 mai. Il investit Philippsbourg, à la tête de 32 bataillons et de 2 régiments de dragons, le 23 mai 1734. Il établit deux ponts sur le Rhin : l’un à Germersheim, l’autre à Oberhausen (Rhin). Créé maréchal de France après la mort du maréchal de Berwick, il obtint le commandement de l'armée du Rhin. Le 22 juin 1734, il fit attaquer et nettoyer le chemin couvert devant Philippsbourg, y fit 60 prisonniers, et emporta l'ouvrage à couronne : Philippsbourg se rendit le 18 juillet 1734. Le maréchal était parvenu à réduire cette place malgré la crue du Rhin, qui avait inondé les tranchées et toutes les attaques.
Il prit Worms le 23 juillet 1734. Un détachement envoyé par le maréchal d'Asfeld battit, près de Mayence, le 9 août, 2 500 hussards, dont 80 furent tués. Il obtint le gouvernement de Strasbourg, resté vacant depuis la mort du maréchal de Berwick ; remit en même temps le gouvernement du château Trompette, et prêta serment entre les mains du roi, comme maréchal de France, le 10 novembre 1734. Il se retira alors du service, et mourut à Paris le 17 mars 1743, âgé de 76 ans.

## Vie familiale

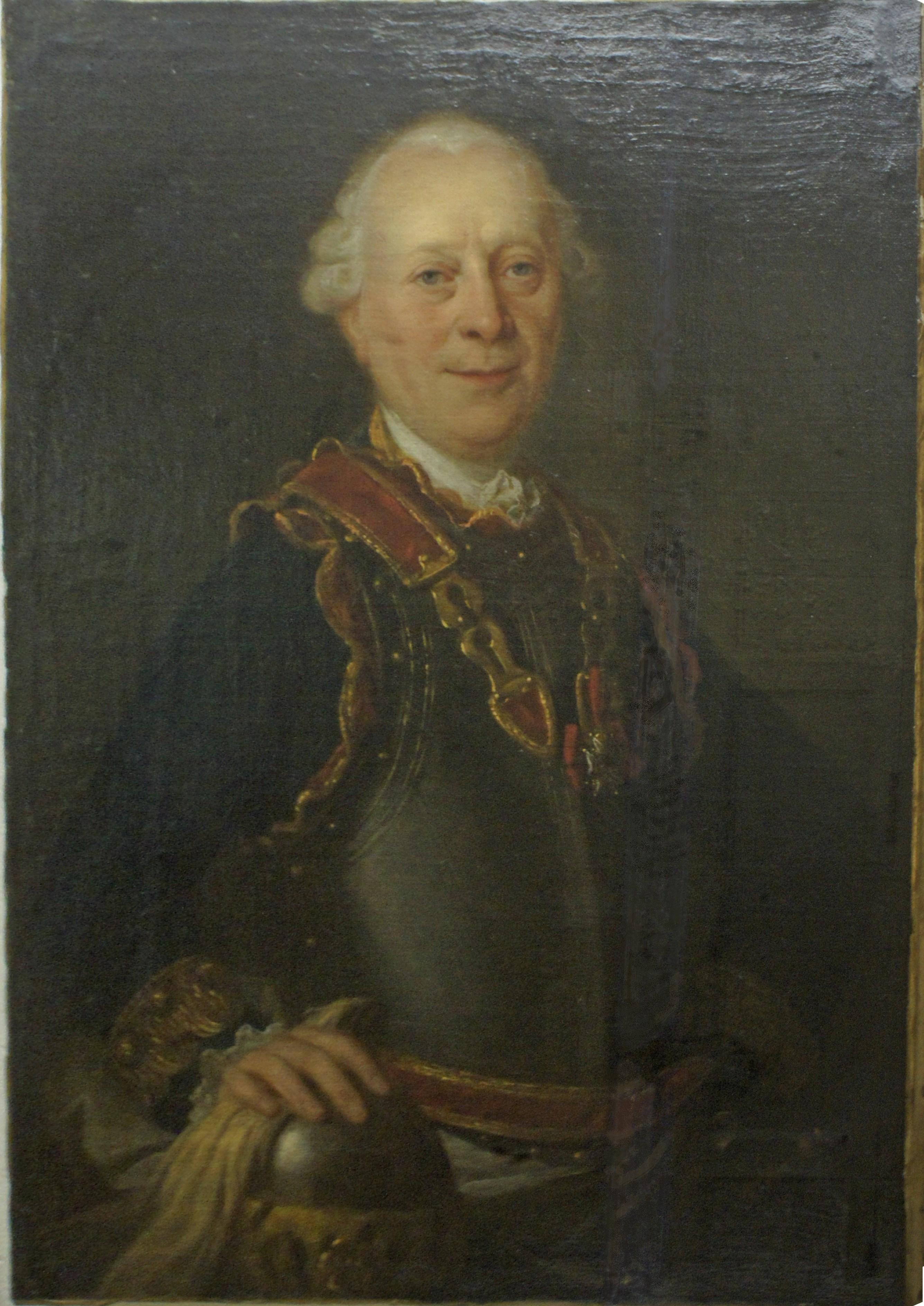
Son fils Étienne, second marquis d'Asfeld, colonel des dragons d'Asfeld, musée Saint-Remi de Reims.

Asfeld avait acheté en 1719 le comté de Jouy-en-Josas et obtenu son érection en marquisat, mais il lui fut repris par retrait lignager l'année suivante. C'était une fort mauvaise affaire, car dans l'intervalle, le prix des terres avait beaucoup monté, à la suite des spéculations entourant le système de Law. Le 20 mars 1728, il acheta le reste du comté d’Avaux, formé d'Avaux-le-Château, Avaux-la-Ville, Aire, Vieux et Vauboison. La seigneurie fut alors érigée en marquisat (1730). Avaux-la-Ville qui s'était appelé Ecry jusqu'en 1671 changea à nouveau de nom et devint Asfeld.
Il épousa en 1ères noces le 28 avril 1717 Jeanne Louise Joly de Fleury (1698-23 novembre 1717), fille de Joseph Omer Joly, seigneur de Fleury et de La Mousse, avocat général au Parlement de Paris, et de Louise Bérault ; puis en secondes noces, en septembre 1718 Anne Leclerc de Lesseville (1698-30 janvier 1728), fille de Nicolas Leclerc de Lesseville, seigneur de Mesnil-Durand et de Thun, conseiller au Grand Conseil (1674) puis président au Parlement (1677), conseiller en la 5e Chambre des enquêtes (1677), puis président (1706), et de Marguerite Valentine Lallemant.
De son second mariage, il eut Claude-Étienne (1719-1793), 2e marquis d'Asfeld et de Castille, époux en 1755 d'Anne Pajot de Villepenot qui, de sa liaison avec Charles-Nicolas Duclos du Fresnoy, notaire royal et mécène du peintre Jean-Baptiste Greuze, eut un fils : le baron Charles Athanase Walckenaer. Le couple se sépara en 1763 après la naissance de 3 enfants légitimes (descendance des princes de Béthune Hesdigneul) et Claude-Étienne épousa en 2e noces Angélique Thérèse de Mailly (S.P).
C'était un familier de la duchesse du Maine dont il fréquenta les salons littéraires et les fêtes de Grandes Nuits de Sceaux, donnés en son château de Sceaux par ses fidèles chevaliers de l'ordre de la Mouche à miel.
Son monument funéraire fut élevé dans l’église Saint-Roch (Paris) par le sculpteur Jacques Charles Martin (?-1776), ancien directeur de l'Académie de Saint-Luc. Il n'en reste aujourd'hui que le médaillon en marbre représentant le buste du maréchal, de profil, pris d'après son portrait peint par Jean Ranc.

## Armoiries
| Figure | Nom du prince et blasonnement |
|        | Écartelé : au 1er et 4e de gueules au diapré de… à la bande d'azur chargée de trois couronnes d'or, accompagnée en chef et en pointe d'une palme du même ; au 2e et 3e d'azur au lion issant d'argent, couronné du même (ou d'or), celui du 3e contourné ; sur le tout, d'or à quatre pals de gueules (Aragon), surmonté d'une couronne ducale d'or, sommé d'un griffon issant du même Valence. Différences entre dessin et blasonnement : « À l'article Bidal (t. II, p. 336), supprimer la palme (aux 1 et 4, ndlr) qui n'est que le décor d'un diapré (…) ». |